# Ludwig von Bertalanffy

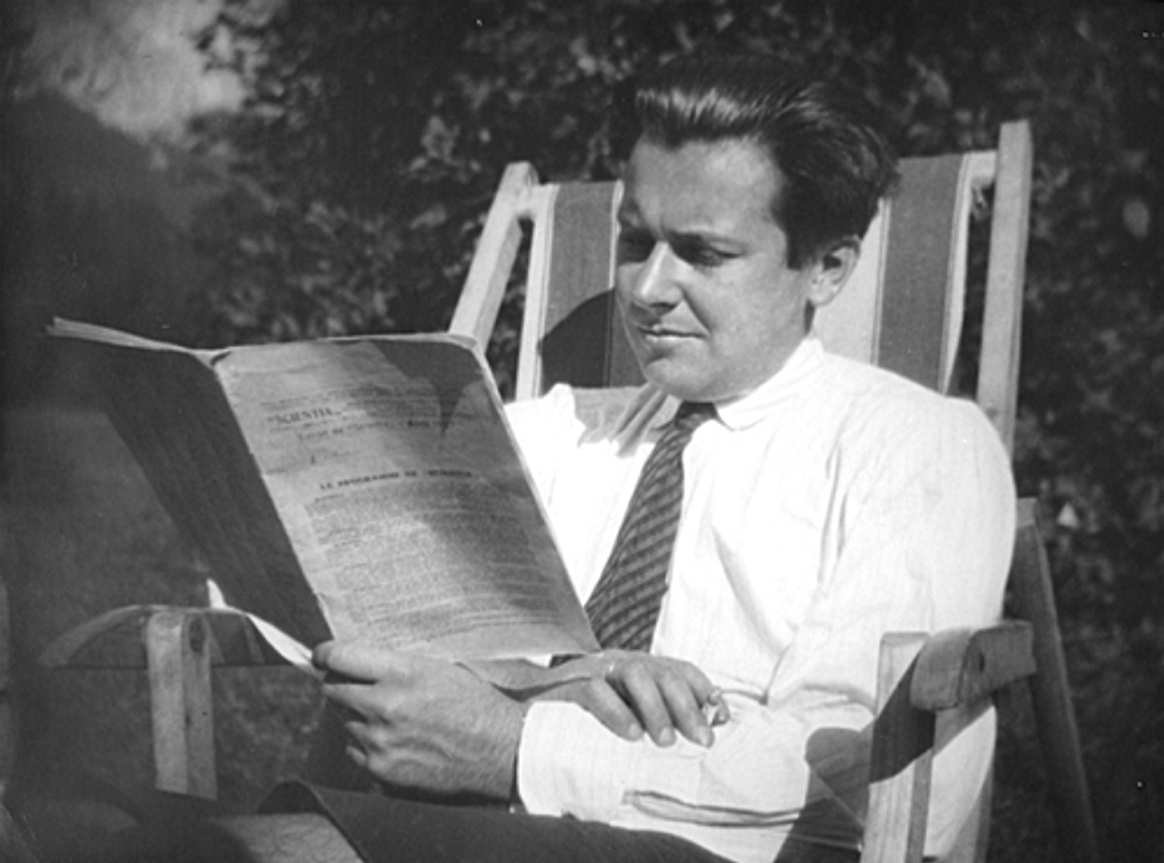
Ludwig von Bertalanffy (1926)

Karl Ludwig von Bertalanffy (* 19. September 1901 in Atzgersdorf, Österreich; † 12. Juni 1972 in Buffalo, New York, USA) war einer der bedeutendsten theoretischen Biologen und Systemtheoretiker des 20. Jahrhunderts. Er war Mitglied der Deutschen Akademie der Naturforscher Leopoldina (seit 1968) und der New York Academy of Sciences.

## Herkunft und Ausbildung
Ludwig von Bertalanffy wurde 1901 in Atzgersdorf bei Wien als Sohn des nach Pressburg zuständigen Bahnstationschefs Gustav Carl von Bertalanffy und der Wienerin Caroline Agnes Vogel geboren. Seine Mutter war siebzehn, als sie den vierunddreißigjährigen Gustav heiratete. Ludwigs Großvater mütterlicherseits, Joseph Vogel, war ein wohlhabender Wiener Verleger und kaiserlicher Rat. Seine Vorfahren väterlicherseits hatten ihre Wurzeln im ungarischen Adel des 16. Jahrhunderts, darunter mehrere Gelehrte und Hofbeamte. Bertalanffy wuchs als Einzelkind auf und wurde bis zum Alter von zehn Jahren von Privatlehrern unterrichtet. Zu diesem Zeitpunkt ließen seine Eltern sich scheiden. Beide heirateten außerhalb der katholischen Kirche standesamtlich erneut. Er besuchte dann das Gymnasium Wien XII. Rosasgasse. In dieser Zeit pflegte er auch Kontakt mit dem Nachbar Paul Kammerer, der ein berühmter Biologe und Vorbild für ihn war.
1918 begann er an der Universität Innsbruck Kunstgeschichte und Philosophie zu studieren, wechselte aber 1924 nach Wien. Er war mit der Zeit hin- und hergerissen zwischen den beiden Studien. So fasste er den Entschluss, schließlich auch Biologie zu studieren, da er der Meinung war, dass er auch noch zu einem späteren Zeitpunkt Philosoph werden könne. An der Universität Wien galt sein Interesse daher sowohl der Philosophie als auch den Naturwissenschaften (insbesondere der Biologie).
1926 verfasste er unter seinem Doktorvater Moritz Schlick seine Doktorarbeit über den Physiker und Naturphilosophen Gustav Fechner mit dem Titel: „Fechner und das Problem der Integration höherer Ordnung“. Damit promovierte er zum Doktor der Philosophie. 1934 wurde er habilitiert. 1934 erfolgte die Ernennung zum Privatdozenten an der Universität Wien, die Stelle war jedoch schlecht bezahlt, und Bertalanffy litt unter anhaltender Geldnot.

## Wirken
Die Rockefeller Foundation ermöglichte ihm 1937 eine Reise nach Chicago, um mit Nicolas Rashevsky zusammenzuarbeiten. Er konnte auch das Marine Biological Laboratory in Massachusetts besuchen. Noch in den USA erfuhr er im März 1938 vom Anschluss Österreichs. Da seine Versuche, seinen Aufenthalt in den USA zu verlängern, scheiterten, kehrte er im Oktober desselben Jahres nach Wien zurück und beantragte am 20. November 1938 die Aufnahme in die NSDAP, er wurde rückwirkend zum 1. Mai desselben Jahres aufgenommen (Mitgliedsnummer 6.274.103). Während des Zweiten Weltkriegs verband er seine „organismische“ Biologiephilosophie mit der damals vorherrschenden Ideologie der Nationalsozialisten, vor allem dem Führerprinzip. 1940 wurde er außerplanmäßiger Professor an der Universität Wien. Nach Ende des Zweiten Weltkrieges wurde ihm aufgrund der NSDAP-Mitgliedschaft der Professorentitel aberkannt und die Lehrbefugnis entzogen.
Später war er Professor an der Universität London (1948–49), an der Universität Montreal (1949), an der Universität Ottawa (1950–54), an der University of Southern California (1955–58), an der Menninger Foundation (1958–60), an der University of Alberta in Edmonton (1961–68) und von 1969 bis 1972 an der State University of New York in Buffalo (SUNY).
Ludwig von Bertalanffy starb 1972 an einem Herzinfarkt.

### Familie
1924 lernte Bertalanffy seine zukünftige Frau Maria Bauer kennen, welche er für die nächsten 40 Jahre beinahe ohne Unterbrechung neben sich haben sollte. Sie heirateten 1925. Maria studierte ebenfalls, beendete ihr Studium aber nie, sondern unterstützte ihren Mann, soweit sie konnte. Zusammen hatten sie einen Sohn, der später in die Krebsforschung ging und somit die Arbeit seines Vaters weiterführte.

## Werk
Der Wissenschaftler beschäftigte sich im Laufe seines Lebens mit den Themenkomplexen Physiologie und Krebsforschung, Biophysik offener Systeme (er führte hierbei den Begriff des Fließgleichgewichtes ein) und Thermodynamik lebender Systeme, die er von den geschlossenen Systemen der Physik unterschied.
Er verfasste eine Allgemeine Systemtheorie, die versucht, auf der Grundlage des methodischen Holismus gemeinsame Gesetzmäßigkeiten in physikalischen, biologischen und sozialen Systemen zu finden und zu formalisieren. Prinzipien, die in einer Klasse von Systemen gefunden werden, sollen auch in anderen Systemen zu beobachten sein. Dazu zählen zum Beispiel: Komplexität, Gleichgewicht, Rückkopplung und Selbstorganisation.
Bertalanffy unterscheidet verschiedene Typen von Gleichgewichten bei Systemen:
- Dynamisches Gleichgewicht ist der Überbegriff für echtes Gleichgewicht und Fließgleichgewicht:
- Echtes Gleichgewicht stellt sich in geschlossenen Systemen ein, die weder Materie noch Energie mit ihrer Umgebung austauschen. Es stellt den Zustand maximaler Entropie dar, das System kann also keine Arbeit mehr verrichten. Alle makroskopischen Zustandsgrößen sind konstant, auch wenn Prozesse auf mikroskopischer Ebene weiterlaufen. Ein Beispiel ist Chemisches Gleichgewicht.
- Fließgleichgewicht stellt sich in offenen Systemen ein, die mit ihrer Umgebung Materie oder Energie austauschen. Es ist durch die Konstanz einer Größe charakterisiert, die durch primäre Regulation (Rückwirkungen, die auf einfachen Prinzipien der Kinetik und Thermodynamik beruhen) bewirkt wird.
- Homöostatisches Gleichgewicht, ebenfalls ein Fließgleichgewicht, stellt sich in offenen Systemen durch sekundäre Regulation ein. Diese Systeme sind mit einem speziellen Informationssystem ausgestattet, das eine negative Rückkopplung bewirkt.

Als theoretischer Biologe war Ludwig von Bertalanffy ein Kritiker des reduktionistischen Evolutionsmodells des Neodarwinismus', das er als vage, mangelhaft verifizierbar und dogmatisch charakterisierte.
Die Systemtheorie Ludwig von Bertalanffys spielte eine entscheidende Rolle in der Pflegetheorie der US-Pflegetheoretikerin Imogene King (1923–2007). In der psychiatrischen Krankenpflege publizierte die US-amerikanische Krankenschwester Shirley Smoyak im Jahr 1975 eine Arbeit zur „psychiatrischen Pflegekraft als Familientherapeut“, in der sie sich grundlegend auf Ludwig von Bertalanffy bezog.

## Veröffentlichungen
- Nikolaus von Kues (1928).
- Kritische Theorie der Formbildung (1928, Digitalisat).
- Lebenswissenschaft und Bildung (1930),
- Theoretische Biologie (1932).
- Das organismische Weltbild. In: Preußische Jahrbücher 234/1933, S. 252–261.
- Das Gefüge des Lebens (1937).
- Vom Molekül zur Organismenwelt (1940).
- Das biologische Weltbild (1949).
- General System Theory. In: Biologia Generalis. 1/1949, S. 114–129.
- The Theory of Open Systems in Physics and Biology. In: Science. Band 111, 1950, S. 23–29.
- Biophysik des Fließgleichgewichtes (1953).
- Die Evolution der Organismen. in Schöpfungsglaube und Evolutionstheorie. 1953, S. 53–66.
- Robots, men and minds (1967).
- The Organismic Psychology and Systems Theory (1968)
- General System Theory: Foundations, Development, Applications (1969).

## Sekundärliteratur
- Luitfried Salvini-Plawen, Maria Mizzaro: 150 Jahre Zoologie an der Universität Wien. In: Zoologisch-Botanische Gesellschaft in Österreich (Hrsg.): Verhandlungen der Zoologisch-Botanischen Gesellschaft in Österreich. Band 136. Wien 1999, S. 1–76 (zobodat.at [PDF]).
- David Pouvreau: Une biographie non officielle de Ludwig von Bertalanffy (1901–1972). Bertalanffy Center for the Study of Systems Science, Wien 2006, ISBN 978-3-200-00840-3 (französisch, 102 S., bcsss.org [PDF]).